# نیکلاس استیرلین
نیکلاس استیرلین (انگلیسی: Niclas Stierlin؛ زادهٔ ۲۲ ژانویهٔ ۲۰۰۰) بازیکن فوتبال است.
از باشگاه‌هایی که در آن بازی کرده‌است می‌توان به باشگاه فوتبال لایپزیگ اشاره کرد.
وی همچنین در تیم‌های ملی فوتبال جوانان آلمان و جوانان آلمان بازی کرده‌است.